# ラ・ラソン
ラ・ラソン(スペイン語: La Razón)は、スペイン・マドリードで発行されている日刊紙（一般紙）。紙名は「道理」を意味する。発行部数はスペインの日刊紙として第6位、マドリードの日刊紙として第4位。
カタルーニャ州バルセロナ、ムルシア州ムルシア、アンダルシア州セビリア、バレンシア州バレンシア、カスティーリャ・イ・レオン州バリャドリッドに支部を置いて地域版を発行している。

## 歴史
1976年から1983年までEFE通信社に務め、1983年から1997年まで保守系紙ABC紙の編集主幹だったルイス・マリア・アンソンによって、1998年にラ・ラソン紙が設立された。所有者はグルーポ・プラネータである。スペインの首都マドリードに本社を置いている。紙面の編集方針は自由経済や保守的社会を志向している。立場は右派とされる。

## 発行部数
世界新聞協会によると2003年には140,000部を発行していた。2008年には153,024部、2009年には124,284部、2010年には118,466部、2011年には103,789部を発行していた。OJDによると、2010年7月から2011年6月までの発行部数は109,166部だった。

## 騒動
ラ・ラソン紙は1面のデザインで国際的な注目を集めており、他のメディアに登場したり、SNS上で大きな議論を起こすことがある。
2012年5月9日の紙面では、教育予算の削減に反対して抗議するために参加した5人の生徒の顔写真と姓名を掲載して、「悪い生徒」「抗議者」という見出しを付けたことから、各分野からの大きな反感を招き、フランスのル・モンド紙に批判された。学生組合はラ・ラソン紙を訴えることを決定している。
2015年11月のパリ同時多発テロ事件後、ラ・ラソン紙はカナダ人シク教徒のVeerender Jubbalをテロの首謀者のひとりと誤認し、Jubbalの写真を紙面に掲載したが、後に誤りを認めて謝罪している。